# Polystichum × illyricum
Polystichum × illiricum là một loài dương xỉ trong họ Dryopteridaceae. Loài này được Hahne mô tả khoa học đầu tiên.